# Хала Султан Текке
34°53′07″ пн. ш. 33°36′36″ сх. д. / 34.885277° пн. ш. 33.610013° сх. д.
Хала Султан Текке або мечеть Умм Харам (грец. Τεκές Χαλά Σουλτάνας Текес Чала Султанас; тур. Hala Sultan Tekkesi) — мечеть і ханака (текке) комплекс на західному березі Солоного озера Ларнаки, в Ларнаці, Кіпр.  Умм Харам (тур. Hala Sultan) була дружиною Убади бін ас-Саміта, супутника ісламського пророка Мухаммеда    і прийомною сестрою матері Мухаммеда, Аміни бінт Вахб. 
Комплекс Хала Султан Текке складається з мечеті, мавзолею, мінарету, цвинтаря та житлових приміщень для чоловіків і жінок. Термін текке (монастир) застосовується до будівлі, розробленої спеціально для зборів суфійського братства або таріка. Сучасний комплекс, відкритий для всіх і не належить до жодної релігійної течії, розташований на березі солоного озера Ларнаки, яке, здається, є важливим місцем також у доісторичні часи. 

## Історія

### Доісторичний час
Протягом другої половини другого тисячоліття до нашої ери територія Хала Султан Текке використовувалася як кладовище людьми, які жили в археологічній пам’ятці, відомому як Дромолаксія Візація,  великому місті пізньої бронзи за кілька сотень метрів до захід. Численні гробниці, датовані епохою пізньої бронзи (близько 1650-1100 рр. до н.е.) з багатим вмістом, визначені як археологічні пам’ятки, пограбовані в 1890-х роках,  потім були розкопані Британським музеєм у 1897-1898 рр. під керівництвом Генрі Бошамп Уолтерса, а потім Джона Вінтера Кроуфоота; знахідки були розділені між Британським і Кіпрським музеєм.  Поселення було виявлено шведським археологом Арне Фурумарком у 1947 році та деякими попередніми розкопками, проведеними Департаментом старожитностей.  Частина цього міста була розкопана з 1970-х років шведською археологічною місією на чолі з професором Паулем Остромом і виявилася головним міським центром Кіпру пізньої бронзи. 
Останні розкопки в Хала Султан Текке були проведені професором Петером М. Фішером з Університету Гетеборга, Швеція (2010-2012). Результати розкопок щорічно публікуються в журналі Opuscula. Щорічник Шведських інститутів в Афінах і Римі .           У 2018 році Фішер виявив на цьому місці кілька гробниць, які ретельно досліджуються. Гробниці датуються 1500 і 1350 роками до нашої ери і містили артефакти бронзового віку, які демонструють широку торгівлю товарами, що існували на той час. 
Радарні дослідження (2010-2012) продемонстрували, що місто було одним з найбільших у пізній бронзовій ері (приблизно 1600-1100 рр. до н.е.), можливо, досягаючи 50 га.   Інше археологічне дослідження, проведене Департаментом старожитностей під жіночим кварталом Хала Султан Текке, виявило залишки будівель, датованих пізнім архаїчним, класичним та елліністичним періодами (шосте-перше століття до нашої ери). Деякі знахідки вказують на те, що це місце могло використовуватися як святилище, але обмежений масштаб досліджень не дозволяє зробити певні висновки щодо його використання. 

### Хала Султан Текке
Більшість оповідань встановлюють зв’язок між цим місцем і смертю Умм Харам під час перших арабських набігів на Кіпр під керівництвом халіфа Муавії між 647 і 649 роками, які пізніше переслідувалися протягом періодів Омеядів та Аббасидів. Згідно з цими розповідями, Умм Харам, будучи в дуже старому віці, впала зі свого мула і загинула під час облоги Ларнаки. Пізніше її поховали там, де вона померла. За віруваннями шиїтів, її могила знаходиться на кладовищі Джаннатул Бакі в Медині, Саудівська Аравія. 
За часів османської адміністрації Кіпру навколо гробниці поетапно будувався комплекс мечеті. Гробницю виявив у 18 столітті дервіш по імені Шейх Гасан, який також побудував тут першу споруду. Дервішу Гасану вдалося переконати адміністративну та релігійну владу в священній природі місця, і з отриманого дозволу він у 1760 році побудував святиню навколо гробниці та прикрашав її. Дерев’яні паркани навколо гробниці були побудовані османським губернатором 19 століття на Кіпрі Сейїдом Ельхаком Мехмедом Агою, потім були замінені бронзовими парканами та двома дверима його наступником Асемом Алі Агою.
Джованні Маріті, який відвідав Кіпр між 1760–1767 роками, написав, що храм був побудований губернатором Кіпру, якого він називає Алі Ага. За словами Маріті, до 1760 року вони використовували як будівельний матеріал каміння стоячої церкви в зруйнованому селі неподалік.  В іншому джерелі згадується, що будівництво мечеті ініціював губернатор Кіпру Сейїд Мехмед Емін Ефенді в класичному османському стилі (завершено в листопаді 1817 року).
У 2004 році відремонтовано допоміжні будівлі, наразі реставруються мечеть і мінарет. Обидві ці ініціативи були здійснені за підтримки Програми розвитку двох громад, яка фінансується USAID та ПРООН та реалізується через ЮНОПС. 

## Опис

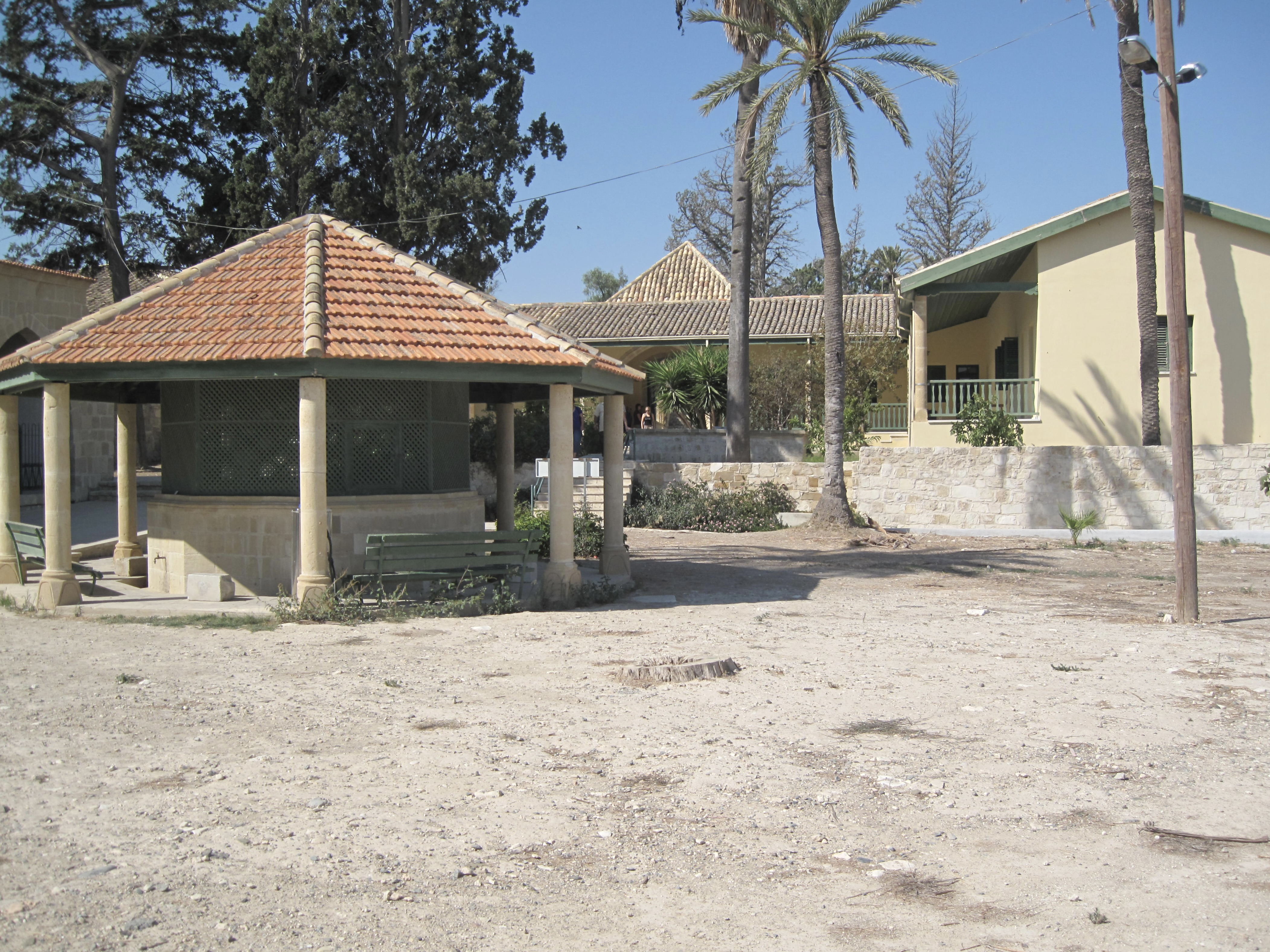

Над вхідними воротами в сад Текке є османський напис від 4 березня 1813 року. Монограма Султана Махмуда II з’являється з обох боків напису і говорить: «Хала Султан Текке був побудований улюблений Богом великим намісником Османського Кіпру». Сам сад, який спроєктував паша, дістав назву «Паша сад». Комплекс будівель, прилеглих до Текке, був відомий як «Гюльшен-Фейз» (Сад повноти або просвітлення). На північ (ліворуч) від входу колись був гостьовий будинок для чоловіків. Праворуч від входу був ще один гостьовий будинок, один блок якого був зарезервований для чоловіків (Селамлік), а другий для жінок (Гаремлік). За звичаєм відвідувачі складали клятву відданості служінню Хала Султан Текке, якщо їхні бажання будуть реалізовані. Купольна мечеть квадратної форми з балконом була побудована з жовтих кам’яних блоків. Мінарет відремонтували у 1959 році.
Гробниця Умм Харам розташована за стіною мечеті Кібла (у напрямку до Мекки). Тут знаходиться ще один напис, датований 1760 роком. Крім неї, є ще чотири гробниці, дві з них колишніх шейхів. Ще одна важлива гробниця — дворівневий мармуровий саркофаг, на якому нанесена дата 12 липня 1929 року. Гробниця належить Аділь Хусейн Алі, яка була турецькою дружиною Хусейна бін Алі, Шаріфа з Мекки Хашимітського дому, сам онук великого візира Османської імперії Коджа Мустафи Решид-паші і нащадок Мухаммеда. У східному кутку мечеті та Текке є кладовище, яке було закрито для поховань приблизно в 1899 році. Тут поховано декілька колишніх турецьких адміністраторів.
Навпроти мечеті є восьмикутний фонтан, який був побудований приблизно в 1796-1797 роках тодішнім губернатором Кіпру Силахтаром Каптанбаші Мустафою Агою. Інформація про будівництво зафіксована на мармуровому написі, розташованому на фонтані. На іншому написі 1895 року, який нещодавно був знайдений в саду Текке, написано, що інфраструктура для підведення води була побудована за вказівкою султана Абдулхаміда II.

## Значення
Мечеть визнається святим місцем для мусульман-турків-кіпріотів. Оцінюючи екологічні та культурні цінності Кіпру, професор Джордж Е. Боуен, старший стипендіат програми Фулбрайта з Університету Теннессі, цитує, що Хала Султан Текке є третім найсвятішим місцем для мусульман у світі. Цю точку зору підтверджують інші джерела, включаючи Програму розвитку ООН на Кіпрі та Департамент старожитностей кіпрської адміністрації. Інші описують це місце як четверте за значимістю в ісламському світі після Мекки, Медини та Єрусалиму. Через те, що об’єкт розташований у грецькому немусульманському секторі розділеного острова, паломницькі відвідування об’єкта є нечастими.
На додаток до втручань на імперському рівні та високопоставлених адміністраторів для підтримки та розвитку комплексу, за часів Османської імперії кораблі під османським прапором вішали свої прапори на півщогли біля берегів Ларнаки і вітали Хала Султан гарматними пострілами.

## Галерея

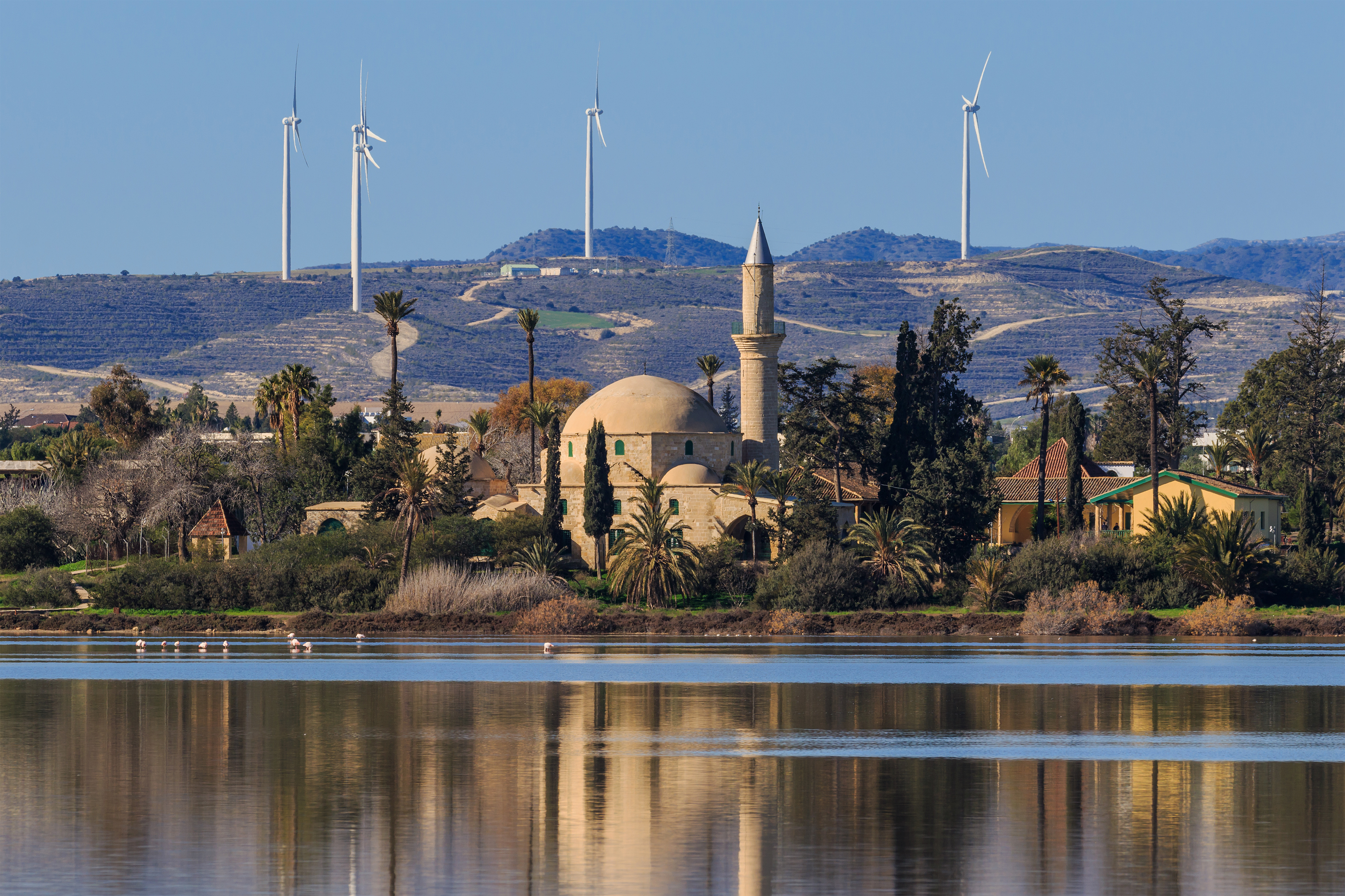
Hala Sultan Tekke із солоним озером Ларнаки на передньому плані
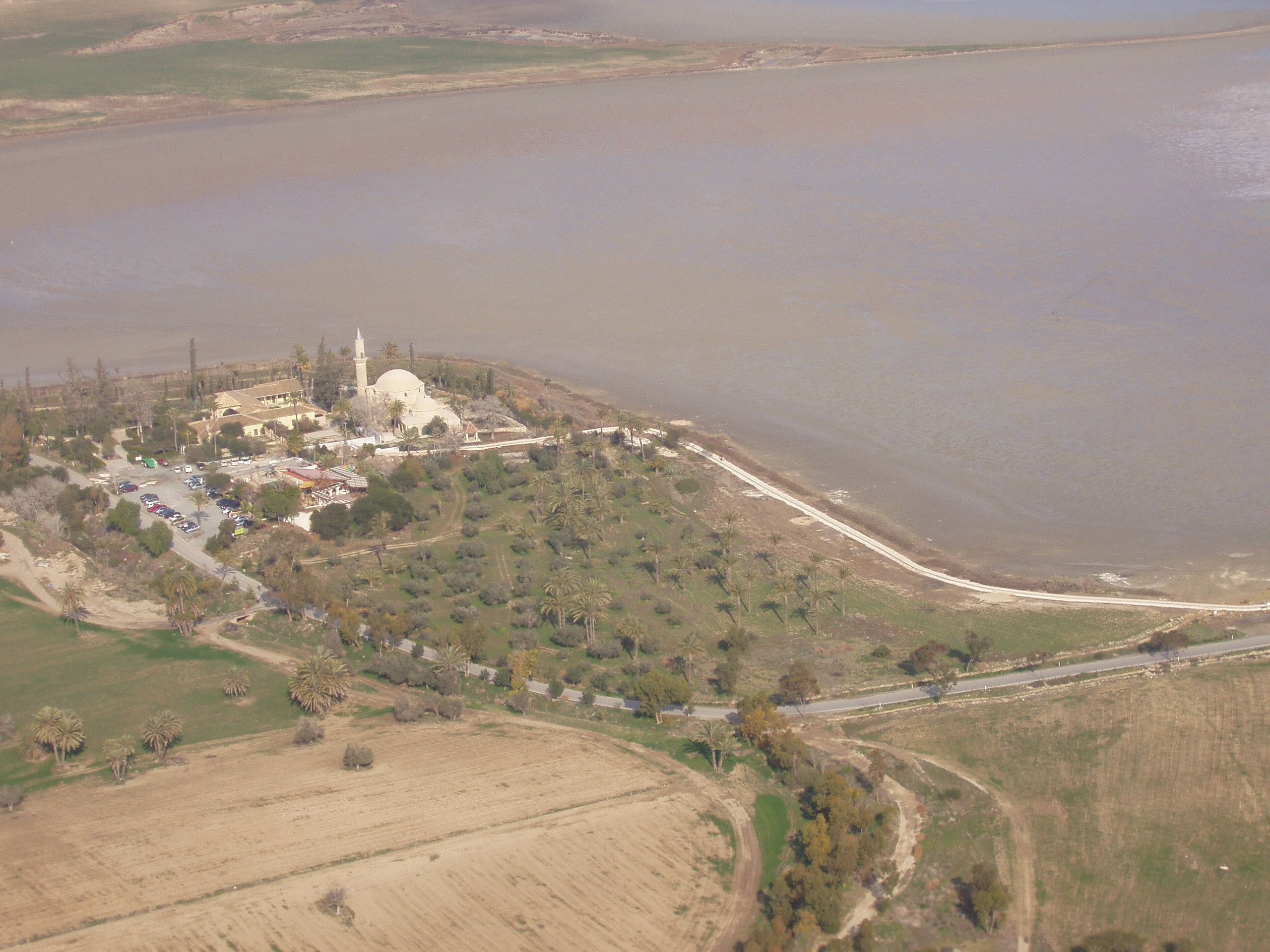
Аерофотознімок солоного озера Ларнаки (взимку) з Хала Султан Текке
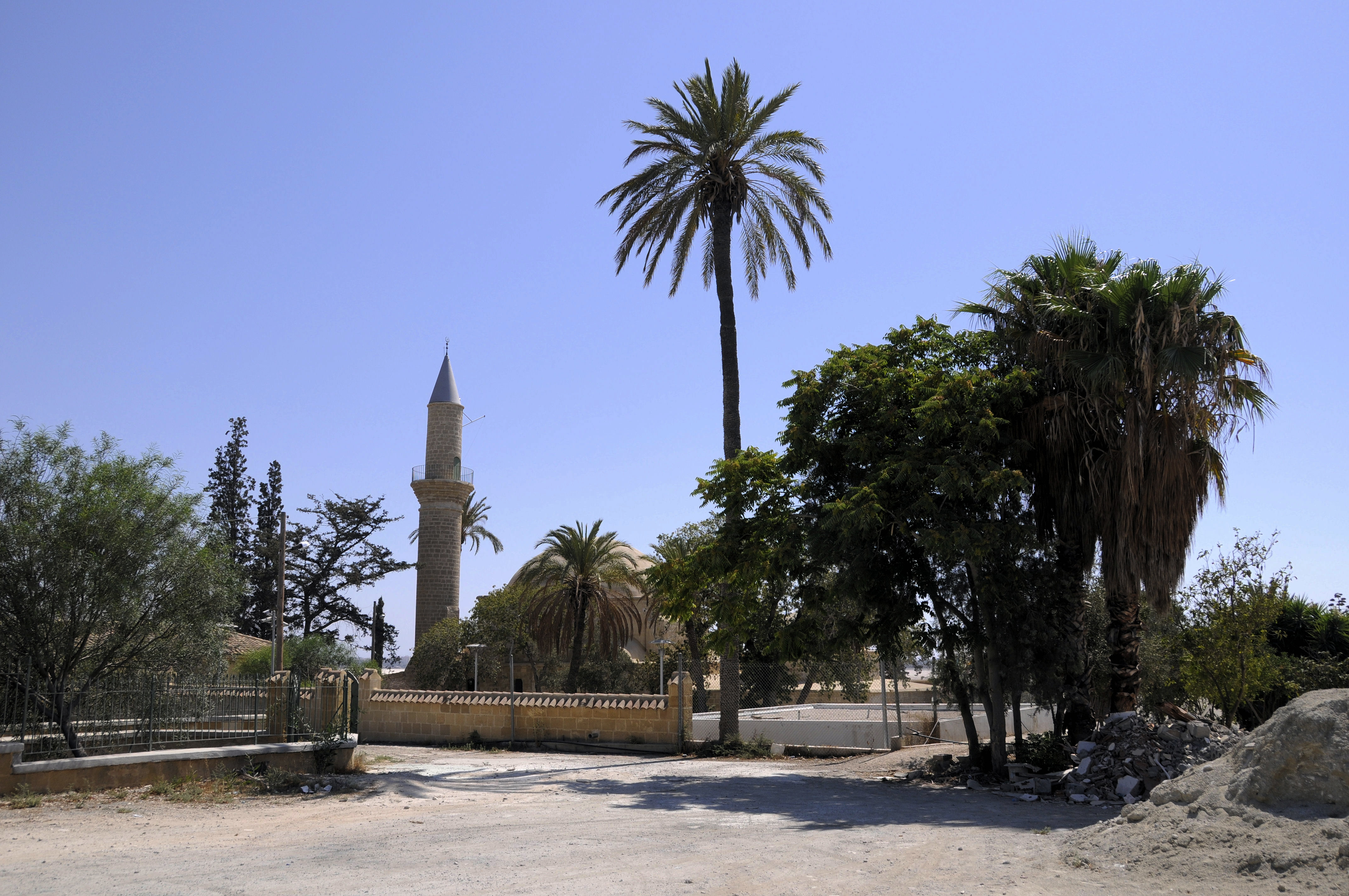
Текке Хала Султан.
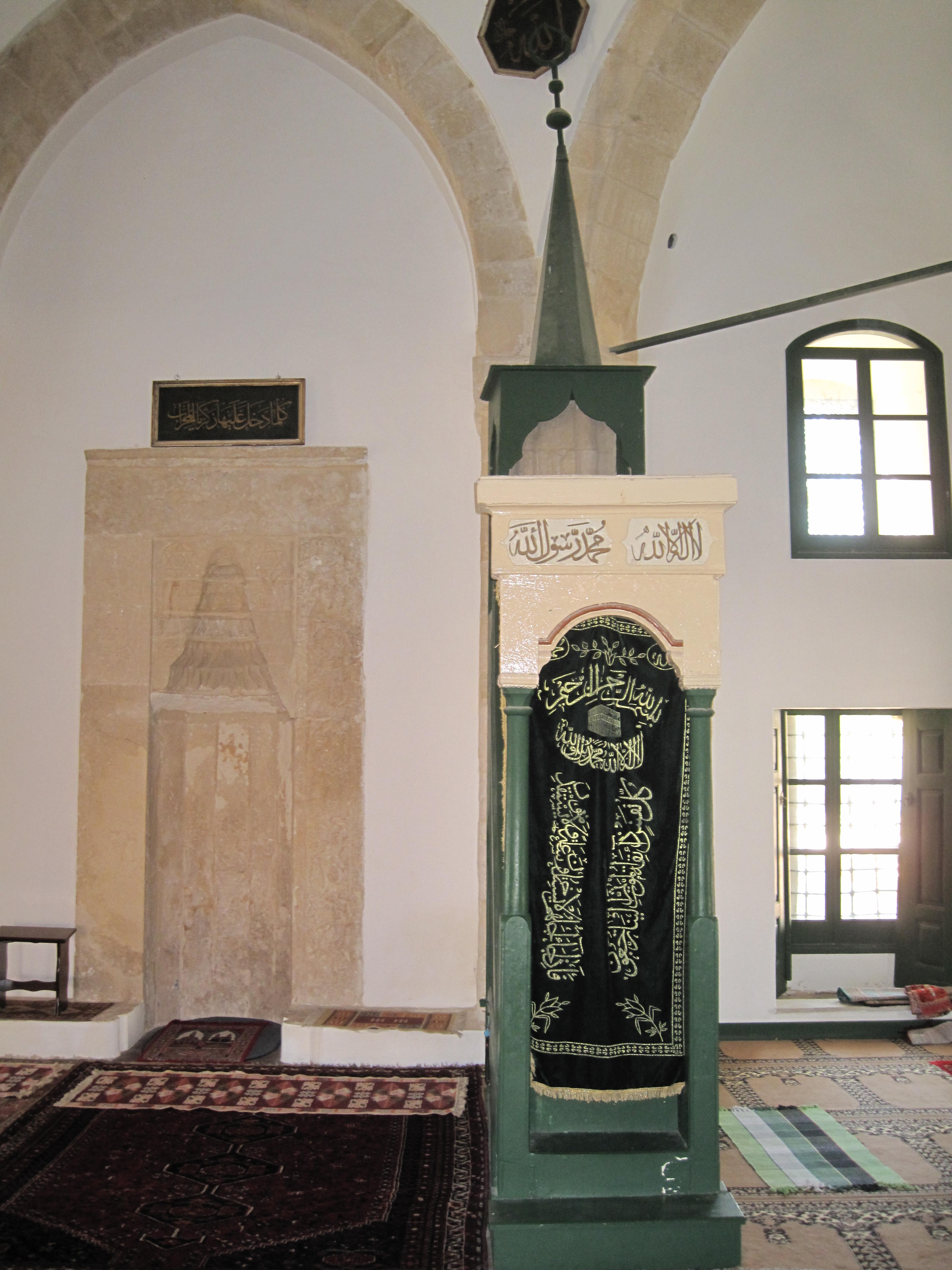
Всередині Хала Султан Текке